# 大阪朝鮮初級学校
大阪朝鮮初級学校（おおさかちょうせんしょきゅうがっこう、오사까조선초급학교）、は、大阪市生野区にある朝鮮学校である。学校法人大阪朝鮮学園が運営している。
日本の小学校・幼稚園に相当する教育を行っているが、学校教育法における非一条校であるため各種学校となっている。
2023年に大阪朝鮮第四初級学校と生野朝鮮初級学校、中大阪朝鮮初級学校の併合により大阪朝鮮初級学校となった。

## 沿革
太平洋戦争の終戦に伴い、朝鮮人児童に朝鮮語を教える国語講習所が各地に開設されている。生野区猪飼野東9丁目（現在の田島1丁目付近）・中川・および中河内郡巽町（1955年大阪市生野区に編入）など各地に国語講習所が開設された。国語講習所を母体として、複数の朝鮮学校へと発展した。
しかし朝鮮学校閉鎖令の影響により、いずれの学校も閉鎖を余儀なくされた。
1952年には中河内郡巽町に中西朝鮮小学校（1955年中西朝鮮初級学校、1962年東大阪朝鮮第三初級学校）が再建された。1953年には生野朝鮮第一小学校（1955年生野朝鮮第一初級学校、1962年東大阪朝鮮第一初級学校）、舎利寺朝鮮小学校（1955年舎利寺朝鮮初級学校）が再建された。
また1957年には田島朝鮮初級学校が再建している。一方で舎利寺朝鮮初級学校は1956年、近隣住宅の火災により校舎が類焼した。田島・舎利寺の両校を統合する形で、1962年7月には生野区巽西の新校舎に移転し、東大阪朝鮮第五初級学校へと改称している。
その後生野朝鮮第一・第三・第五の各学校の統合の話が具体化した。1991年4月に3校が統合し、生野朝鮮初級学校が発足した。生野朝鮮初級学校は旧東大阪朝鮮第一初級学校を仮校舎としていた。その後旧東大阪朝鮮第五初級学校跡地の現在地に新校舎を建て、1992年より現在地での教育活動を開始している。
- 1945年10月17日 - 生野区猪飼野東9丁目に国語講習所（東大阪朝鮮第五初級学校の前身）を開設。
- 1945年11月3日 - 中河内郡巽町・巽国民学校内に国語講習所（東大阪朝鮮第三初級学校の前身）を開設。
- 1946年 - 東中川朝鮮小学校（東大阪朝鮮第一初級学校の前身）を開設。
- 1949年 - 朝鮮学校閉鎖令により各校とも閉鎖。
- 1952年4月1日 - 中西朝鮮小学校を再建。
- 1953年4月1日 - 生野朝鮮第一小学校・舎利寺朝鮮小学校を再建。
- 1955年 - 各小学校を初級学校へ改称。
- 1957年 - 田島朝鮮初級学校を再建。
- 1962年 - 生野朝鮮第一初級学校を東大阪朝鮮第一初級学校に改称。また中西朝鮮初級学校を東大阪朝鮮第三初級学校に改称。
- 1962年7月21日 - 田島・舎利寺の各校が移転統合（現生野朝鮮初級学校敷地）。東大阪朝鮮第五初級学校へ改称。
- 1991年 - 3校統合により生野朝鮮初級学校発足。
- 1992年8月31日 - 現在地に移転。
- 2022年-中大阪朝鮮初級学校と生野朝鮮初級学校が併合。
- 2023年 -大阪朝鮮第四初級学校と生野朝鮮初級学校が併合。
- 2023年 -3校統合により大阪朝鮮初級学校が発足

## 生徒数
2015年7月の時点で212人

## 交通
- 南巽駅（Osaka Metro千日前線）北西へ約900m。